# Bloedbad van Tamanredjo
Het bloedbad van Tamanredjo vond plaats in de vroege ochtend van 20 maart 1987 in Tamanredjo in Commewijne, Suriname, ten tijde van de Binnenlandse Oorlog.

## Achtergrond
Het dorp ligt op zo'n dertig kilometer oostelijk van Paramaribo. Na de overtocht met het veer over de Surinamerivier naar Meerzorg is het via de weg te bereiken. Acht maanden eerder had de overval van het Junglecommando op de militaire post bij de brug van Stolkertsijver plaatsgevonden, dat de Binnenlandse Oorlog had ingeluid. Het Junglecommando onder leiding van Ronnie Brunswijk voerde deze tegen het Nationale Leger onder leiding van Desi Bouterse. Beide militaire groepen waren betrokken bij de drugstransporten via Suriname naar andere landen.

## Vooraf in Meerzorg
Voorafgaand aan de gebeurtenissen in Tamaredjo, maakten mannen in militaire kleding met burgers de overtocht met het veer naar Meerzorg. Dit liet een politieagent anoniem weten die zich baseerde op verklaringen van burgers tijdens het onderzoek naar de gebeurtenissen in Tamaredjo. Ook hadden burgers Hans Lachman tijdens de overtocht herkend. Lachman was in 1982 een van de deelnemers aan de Rambocuscoup. Hij liep toen over naar het kamp van Desi Bouterse, waardoor de tegencoup mislukte. Sindsdien voerde hij speciale opdrachten uit voor het Nationale Leger en de veiligheidsdienst.
Eenmaal in Meerzorg werd het politiekantoor in brand gestoken met benzine die ze bij het tegenovergelegen Esso-station hadden gehaald. Ze deden de politieagenten geen kwaad en namen geen wapens mee. Wel namen ze de rode personenauto van een van de agenten mee.

## Bloedbad in Tamaredjo
Tussen 3:00 en 3:30 uur 's ochtends op 20 maart 1987 werd Tamanredjo opgeschrikt door geweerschoten. In de nasleep werd duidelijk dat zeven mensen om het leven waren gebracht: vier burgers en drie politieagenten.
In deze nacht waren ze door geüniformeerde, bewapende mannen van hun bed gelicht en meegenomen naar het politiebureau. Twee politieagenten lukte het om te vluchten. Mevrouw Blagrove zei tegenover de overvallers over haar man (vertaald uit het Sranantongo): "Jullie moeten hem niet vermoorden." Een van de mannen antwoordde: "Je hoeft niet bang te zijn, we gaan hem niet vermoorden." Mevrouw Olieberg smeekte hen om haar man terug te brengen. De leider van de groep antwoordde dat hij hem gauw zou terugbrengen. De smeekbedes bleken tevergeefs. Alle opgepakte mannen werden eerst gemarteld en daarna doodgeschoten. De politiepost werd door de daders doorzocht en dossiers werden vernietigd. De lichamelijke overschotten werden verminkt en doorzeefd met kogels teruggevonden.

## Slachtoffers
Onder de zeven slachtoffers bevonden zich drie politieagenten. Hun onderzoeken vormden waarschijnlijk de aanleiding voor de aanval. Zij waren Eugene Olieberg (brigadier), Jules Blagrove (inspecteur) en Rabindre Ramkisoen Panday (agent).
Brigadier Olieberg onderzocht op dat moment een drugszaak in Commewijne. Hierin ging het om vergiftigd water in de buurt van Slootwijk als gevolg van lekkage van ether; ether wordt gebruikt als bestanddeel van cocaïne. Een ander voorval gebeurde een week eerder. Terwijl inspecteur Blagrove een aanrijding onderzocht, verborgen twee erbij betrokken militairen iets in het bos. Dankzij een tip trof Blagrove het aan en droeg het af aan de politie. Een ander onderzoek op het bureau liep naar verkrachtingen in Mariënburg waar leden van de Volksmilitie bij betrokken waren geweest.

## Onopgeloste zaak
Uiteindelijk is niet vast komen te staan wie de daadwerkelijke daders en de opdrachtgever zijn geweest. In de nacht van het bloedbad riep een van de daders in opdracht te werken van de bende van Brunswijk. Een weduwe van een van de slachtoffers verklaarde Lachman in Tamaredjo te hebben herkend. Volgens mevrouw Olieberg was de leider een boslandcreool en een andere een stadscreool. Ze reden weg met een pick-up-truck en een rode personenauto.
De militaire autoriteiten legden de schuld bij het Junglecommando. Volgens het Nederlands Dagblad in die tijd, spraken "verscheidene zegslieden in Paramaribo" hun twijfel uit over deze lezing. Na de gebeurtenissen werd de rode personenauto teruggevonden in Meerzorg. Een hoge politiefunctionaris verklaarde hierover: "Brunswijk zal toch geen auto terugbezorgen in Meerzorg?" Brunswijk had toen ook een reputatie als rover opgebouwd en had het jaar ervoor een bank overvallen, uitgerekend in Tamaredjo. De betreffende politiefunctionaris verbaasde zich erover dat er geen compleet rechercheteam was gevormd om deze zaak te onderzoeken.
De militaire autoriteiten brachten rond 6 april 1987 naar buiten dat ze een gecombineerde patrouille van militairen en burgers op pad hadden gestuurd die het basiskamp van de terroristen zou hebben aangevallen nabij kilometerpaal 32,5 op de Oost-Westverbinding (op 12,5 kilometer oostwaarts van Tamaredjo). De militairen meldden dat drie burgers vermist werden, onder wie Hans Lachman, terwijl politiecommissaris Cederboom van Commewijne twee dagen eerder al aan zijn collega's had laten weten dat Lachman dood was. Er wordt verondersteld dat Lachman op een hinderlaag zou zijn gelopen.

## Schok in de gemeenschap
De daders hebben grote leed bij de nabestaanden veroorzaakt. Tijdens de afscheidsplechtigheid viel mevrouw Panday flauw, waarna ze werd afgevoerd. De familie Blagrove verliet Suriname als eerste voorgoed en vertrok naar Nederland. Daar schakelde een familielid Amnesty International in die meehielp om de drie families van de slachtoffers naar Nederland te krijgen.
Mevrouw Blagrove was onderwijzeres op een lagere school in Tamaredjo en heeft haar leven lang niet meer kunnen werken. Haar dochter was in die tijd dertien en kreeg decennia later lichaamspijnen en verschijnselen van uitval, waarvoor ze pijntherapie kreeg voor traumaverwerking. Haar twee jaar jongere zus herinnert zich dat iedereen in die tijd in de war, verdrietig en boos was. Hun jongere broer wil er anno 2022 nog steeds niet over praten of denken.
De aanval bracht grote ongerustheid teweeg binnen de samenleving. Een grote schok was dat meerdere partijen mogelijk betrokken waren, zoals de politie, het leger en criminelen. Omdat de autoriteiten deze misdaad niet oplosten, bleven burgers achter met de angst voor herhaling. De koelbloedige moord van agenten, omdat ze hun plicht vervulden, was een schending van fundamentele mensenrechten. De gebeurtenissen betekenden een grote beschadiging van het vertrouwen in degenen die het volk juist hadden moeten beschermen.